# КСС-2,6
КСС-2,6 (КСС-2,6А, КСС-2,6М, комбайн силосоуборочный скоростной с шириной захвата 2,6 м) — советский прицепной четырёхрядный силосоуборочный комбайн, выпускающийся с 1971 года.

## Создание
Силосоуборочные комбайны середины 60-х не обеспечивали безостановочную работу при смене транспорта, что было неудобно на высоких скоростях. В 1968 году ВИСХОМом совместно с заводом «Гомсельмаш» путём модернизации комбайна КС-2,6 был разработан новый комбайн КСС-2,6. Ширина захвата осталась прежней, но увеличилась прочность и мощность жатки и измельчающего аппарата, что позволило повысить рабочую скорость с 5 км/ч до 12 км/ч, а производительность с 40−50 т/ч до 80−90 т/ч.

## Применение
КСС-2,6А предназначен для уборки на силос и зелёный корм силосуемых культур сплошного, рядкового и квадратно-гнездового посевов с высотой стеблей до 4 м, диаметром до 50 мм и урожайностью до 80 т/га во всех почвенно-климатических зонах СНГ за исключением зон Дальнего Востока и горных районов.
В зависимости от условий работы комбайн агрегатируется с различными тракторами: при урожайности убираемой культуры до 15 т/га рекомендуются трактора МТЗ-80 и МТЗ-82, при 15−25 т/га — ДТ-75, ДТ-75М, ДТ-75МВ, при 25 т/га и более — Т-150 и Т-150К. Также агрегатируется с МТЗ-50, Т-74 и Т-4.

## Работа
Комбайн работает без остановки. Правый делитель жатки может быть пассивным (на уборке прямостоячих растений) или активным (в виде беспальцевого режущего аппарата). Активный делитель используют при уборке полеглых стеблей.

## Технические характеристики
- Рабочая скорость: до 12 км/ч (3,3 м/с) при уборке силосуемых культур.
- Транспортная скорость: до 9 км/ч по грунтовым дорогам или до 15 км/ч по дорогам с твёрдым покрытием.
- Масса: 3,8 т.
- Размеры:

- в рабочем положении (длина × ширина × высота): 5650×6750×4100 мм;
- в транспортном положении (длина × ширина × высота): 5650×4560×3600 мм.

- Ширина колеи: 3500 мм.
- Дорожный просвет: 250 мм.
- Радиус поворота агрегата: 10−15 м.
- Высота погрузки измельчённой массы: 3500 мм.
- Минимальная высота среза: 80 мм.
- Пропускная способность: 15−27 кг/с на уборке кукурузы.
- Диаметр мотовила: 1800−2800 мм (регулируется в зависимости от высоты стеблей убираемой культуры).
- Размер резки силосуемой культуры измельчающим аппаратом: 8−20 мм (регулируется установкой звёздочек с подходящим числом зубьев и изменением количества ножей).